# Jérémie Flemin
Jérémie Flemin (ur. 15 listopada 1991 w Apt) – francuski łyżwiarz figurowy reprezentujący Polskę, startujący w parach tanecznych z Justyną Plutowską. 3-krotny wicemistrz Polski (2018–2020).

## Kariera
W listopadzie 2015 r. po tygodniu treningów próbnych Flemin rozpoczął jazdę z Justyną Plutowską. Miesiąc później Flemin otrzymał pozwolenie na reprezentowanie Polski, a od stycznia 2016 r. wspólnie trenowali w Gdańsku. W maju 2016 r. trafili do Mediolanu, gdzie rozpoczęli współpracę z włoskimi trenerami Barbarą Fusar-Poli i Stefano Caruso. W sezonie 2016/2017 reprezentowali Polskę w cyklu Challenger Series, a ich najlepszą lokatą było miejsce 4. na zawodach Warsaw Cup 2016. W kolejnym sezonie zostali wicemistrzami Polski i wystąpili na mistrzostwach Europy 2018, gdzie zajęli 21. miejsce.
W czerwcu 2018 roku para Plutowska / Flemin przeniosła się do Montrealu, aby trenować w ośrodku szkoleniowym Gadbois Centre pod okiem sztabu trenerskiego Romain Haguenauer, Patrice Lauzon, Marie-France Dubreuil, którzy w ostatnich latach trenowali najlepsze pary taneczne na świecie m.in. mistrzów i wicemistrzów olimpijskich z Pjongczangu.

### Inne

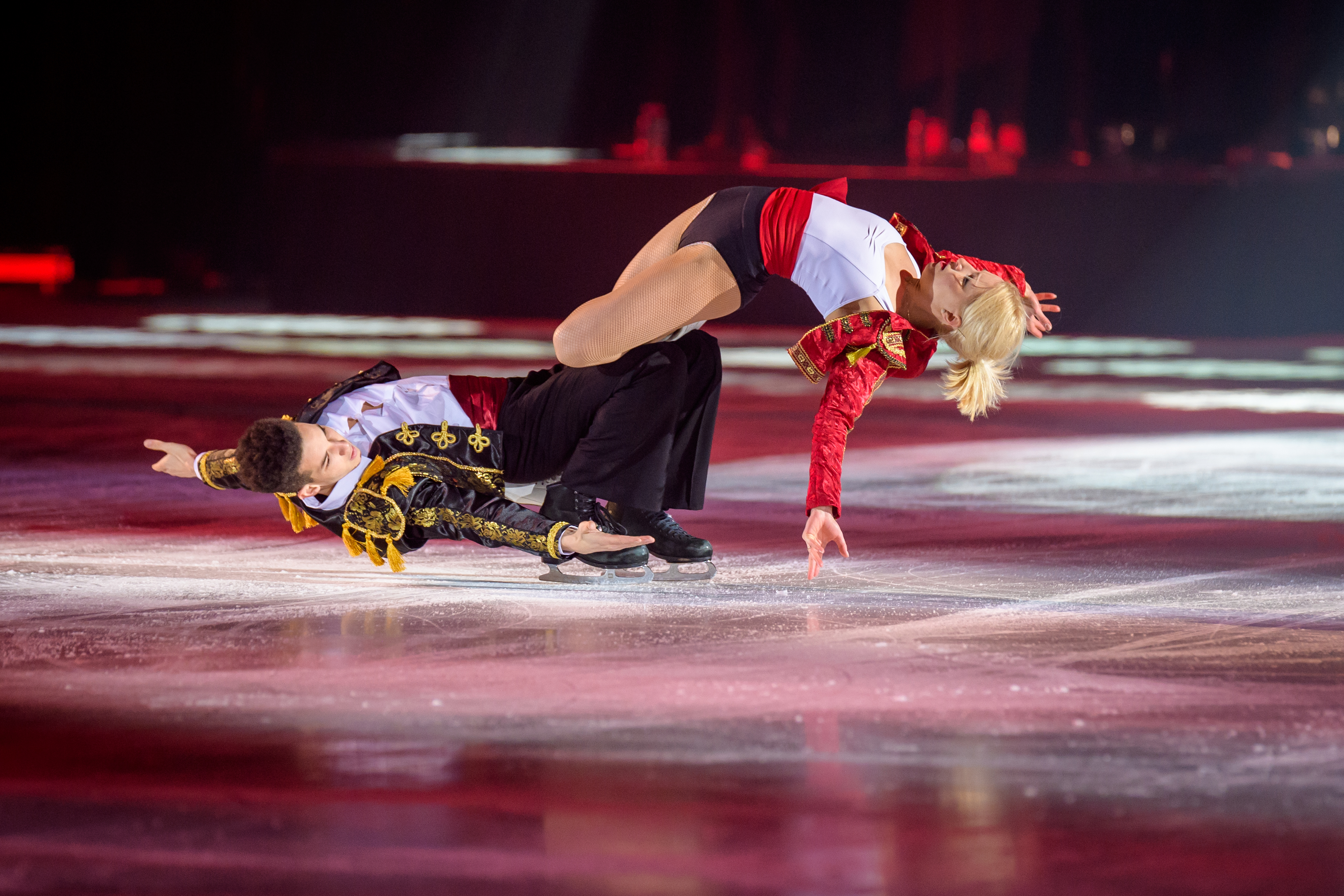
Art on Ice (Lozanna 2018)

Plutowska i  Flemin prowadzili wspólnie kanał YouTube J & J on ice, gdzie pokazywali fragmenty z życia, treningów i występów. W 2018 roku Plutowska i Flemin wzięli udział w rewii łyżwiarskiej Art on Ice. Para pobrała się, zaś na początku marca 2023 roku ogłosili narodziny pierwszego dziecka, syna Leo

## Osiągnięcia

### Z Justyną Plutowską (Polska)
| Zawody                        | 16–17          | 17–18          | 18–19          | 19–20          |                |                |                |                |                |                |                |                |                |                |                |                |                |
| Międzynarodowe                | Międzynarodowe | Międzynarodowe | Międzynarodowe | Międzynarodowe | Międzynarodowe | Międzynarodowe | Międzynarodowe | Międzynarodowe | Międzynarodowe | Międzynarodowe | Międzynarodowe | Międzynarodowe | Międzynarodowe | Międzynarodowe | Międzynarodowe | Międzynarodowe | Międzynarodowe |
| ----------------------------- | -------------- | -------------- | -------------- | -------------- | -------------- | -------------- | -------------- | -------------- | -------------- | -------------- | -------------- | -------------- | -------------- | -------------- | -------------- | -------------- | -------------- |
| Mistrzostwa Europy            |                | 21             | 22             |                |                |                |                |                |                |                |                |                |                |                |                |                |                |
| CS Alpen Trophy               |                |                | 5              |                |                |                |                |                |                |                |                |                |                |                |                |                |                |
| CS Asian Open Trophy          |                |                |                | 8              |                |                |                |                |                |                |                |                |                |                |                |                |                |
| CS Lombardia Trophy           | 6              |                |                |                |                |                |                |                |                |                |                |                |                |                |                |                |                |
| CS Memoriał Ondreja Nepeli    | 10             |                |                |                |                |                |                |                |                |                |                |                |                |                |                |                |                |
| CS Minsk-Arena Ice Star       |                | 9              |                |                |                |                |                |                |                |                |                |                |                |                |                |                |                |
| CS U.S. International Classic |                |                |                | 6              |                |                |                |                |                |                |                |                |                |                |                |                |                |
| CS Warsaw Cup                 | 4              | 9              |                | 5              |                |                |                |                |                |                |                |                |                |                |                |                |                |
| Bavarian Open                 |                |                | 4              |                |                |                |                |                |                |                |                |                |                |                |                |                |                |
| International Cup of Nice     | 10             | 12             |                |                |                |                |                |                |                |                |                |                |                |                |                |                |                |
| Memoriał Pavla Romana         |                |                |                | 2              |                |                |                |                |                |                |                |                |                |                |                |                |                |
| NRW Trophy                    | 4              |                |                |                |                |                |                |                |                |                |                |                |                |                |                |                |                |
| Open d’Andorra                |                | 6              |                |                |                |                |                |                |                |                |                |                |                |                |                |                |                |
| Warsaw Cup                    |                |                | 4              |                |                |                |                |                |                |                |                |                |                |                |                |                |                |
| Krajowe                       |                |                |                |                |                |                |                |                |                |                |                |                |                |                |                |                |                |
| Mistrzostwa Polski            | WD             | 2              | 2              | 2              |                |                |                |                |                |                |                |                |                |                |                |                |                |

## Programy
Justyna Plutowska / Jérémie Flemin
| Sezon   | Taniec rytmiczny (RD) | Taniec dowolny (FD) |
| ------- | --- | --- |
| 2019–20 | - Fokstrot: This Business Of Love (z filmu The Mask) – Domino - Swing: Hi De Ho Man – K7 - Swing: Hey Pachuco (z filmu The Mask) – Royal Crown Revue choreografia: Samuel Chouinard, Ginette Cournoyer, Benoit Richaud | - Time To Go – Dean Lewis - Waves – Dean Lewis choreografia: Samuel Chouinard, Ginette Cournoyer, Benoit Richaud                              |
| 2018–19 | - Tango: Juguete Rabioso – La Chicama - Flamenco: Duende – Bozzio Levin Stevens choreografia: Samuel Chouinard | - Love is a Bitch – Two Feet - Same Old Song (S.O.S. Part 1) – Two Feet - I Feel Like I'm Drowning – Two Feet choreografia: Ginette Cournoyer |
| Sezon   | Taniec krótki (SD) | Taniec dowolny (FD) |
| 2017–18 | - Samba: Bango Boom – DJ Maksy - Rumba: Paxi Ni Ngongo – Bonga - Samba: Locuraleza – Oma | - Owertura (z musicalu Ghost) - Unchained Melody (z musicalu Ghost) - I Had a Life (z musicalu Ghost)                                         |
| 2016–17 | - Blues: A Woman's Worth – Alicia Keys - Hip-hop: Recess (Milo and Otis Remix) – Skrillex & Kill the Noise | - The Great Gig in the Sky – Pink Floyd - Hey You – Pink Floyd - Miss You – The Rolling Stones                                                |